# Ндзила, Павел
Павел Ндзила (фр. Pavelh Ndzila; род. 12 января 1995, Республика Конго) — конголезский футболист, вратарь. Игрок сборной Конго.

## Карьера

### Клубная
Ндзила с 2013 по 2021 год выступал в чемпионате Конго за «Этуаль дю Конго».

### В сборной
Голкипер был включён в заявку юношеской сборной Конго для участия в чемпионате мира 2011. На турнире Павел не принял участия ни в одном матче.
В январе 2014 года тренер сборной Конго, Клод Ле Руа, вызвал Ндзилу для выступления на чемпионате африканских наций 2014. Голкипер вновь провёл весь чемпионат на скамейке запасных.
8 января 2015 года Ндзила был включён в окончательную заявку сборной на Кубок африканских наций 2015.
18 октября 2015 года Павел дебютировал в составе сборной в официальном матче против сборной Камеруна в рамках отборочного турнира к Чемпионату африканских наций 2016.
| Матчи Павла Ндзила за сборную Конго |                 |                                                          |          |      |                  |                                                      |
| №                                   | Дата            | Место проведения                                         | Соперник | Счёт | Пропущенные мячи | Соревнование                                         |
| ----------------------------------- | --------------- | -------------------------------------------------------- | -------- | ---- | ---------------- | ---------------------------------------------------- |
| 1                                   | 18 октября 2015 | Стад Амаду Аиджо, Яунде, Камерун                         | Камерун  | 0:0  | 0                | Чемпионат африканских наций 2016 (отборочный турнир) |
| 2                                   | 31 октября 2015 | Стад Альфонс Массемба-Деба, Браззавиль, Республика Конго | Камерун  | 0:1  | 1                | Чемпионат африканских наций 2016 (отборочный турнир) |

Итого: 2 матча / 1 гол пропущен; 0 побед, 1 ничья, 1 поражение.